# Ne crois pas
A Ne crois pas (magyarul: Ne hidd) egy dal, amely Luxemburgot képviselte az 1956-os Eurovíziós Dalfesztiválon. A dalt Michèle Arnaud adta elő francia nyelven. Ez volt Luxemburg első szereplése a versenyen.
A luxemburgi televízió belső kiválasztással jelölte ki az énekesnőt és két dalát. Az 1956-os versenyen rendhagyó módon mindegyik ország két dallal vett részt. A másik luxemburgi induló Arnaud Les amants de minuit című dala volt.
A többi részt vevő dallal ellentétben a Ne crois pas egy gyors tempójú dal, amelyben az énekesnő egy barátnak vagy egy szeretőnek mondja el a tényt, hogy jelentéktelen, hogy néz ki az adott pillanatban.
A május 24-én rendezett döntőben a fellépési sorrendben hatodikként adták elő, a francia Mathé Altéry Le temps perdu című dala után és az olasz Franca Raimondi Aprite le finestre című dala előtt.
Az 1956-os verseny volt az egyetlen, ahol nem tartottak nyílt szavazást, hanem a szavazatok összesítése utána a zsűri elnöke bejelentette, hogy melyik dal végzett az első helyen. Így nem lehet tudni, hogy milyen eredményt ért el a dal a szavazás során, azon kívül, hogy nem nyert.

## Külső hivatkozások
- Dalszöveg
- YouTube videó: A Ne crois pas című dal előadása a luganói döntőben